# Valença (Portugalsko)
Valença (známá též pod jménem Valença do Minho, španělsky Valencia de Miño) je město a obec na samém severu Portugalska, přímo při hranici se Španělskem, kterou v této oblasti tvoří řeka Minho. Na druhém břehu řeky leží španělské město Tui, které je s Valençou propojeno mostem postaveným v roce 1878, kterému se říká Mezinárodní most nebo Most přátelství. Krom toho se nedaleko nachází i dálniční most, který také spojuje Portugalsko a Španělsko. Centrum města je historické a nachází se na kopci, uvnitř velké pevnosti, která byla vybudováno během bojů Portugalska se Španělskem v polovině 17. století.
Žije zde zhruba 14 tisíc obyvatel. Administrativně patří pod region Alto Minho, v rámci kterého patří pod distrikt Viana do Castelo.
Valença se nachází na portugalské trase svatojakubské cesty do Santiago de Compostela. Také zde začíná mezinárodní cyklistická trasa EuroVelo1, vedoucí až na Nordkapp v Norsku.

## Územní členění
Obec Valença se člení na 11 farností (freguesias), kterými jsou:
- Boivão
- Cerdal
- Fontoura
- Friestas
- Gandra e Taião
- Ganfei
- Gondomil e Sanfins
- São Julião e Silva
- São Pedro da Torre
- Valença, Cristelo Covo e Arão
- Verdoejo

## Galerie

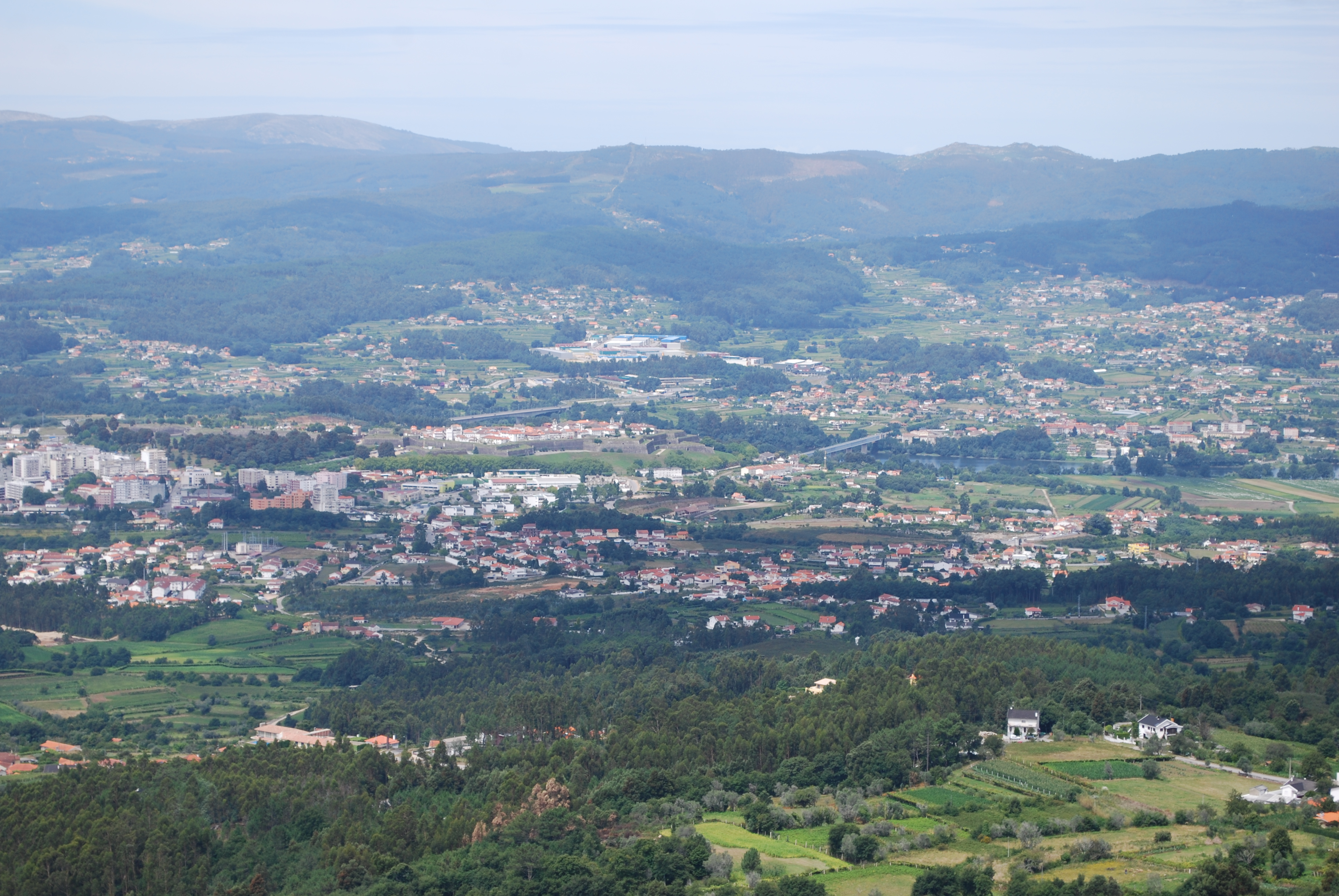
Letecký pohled na město
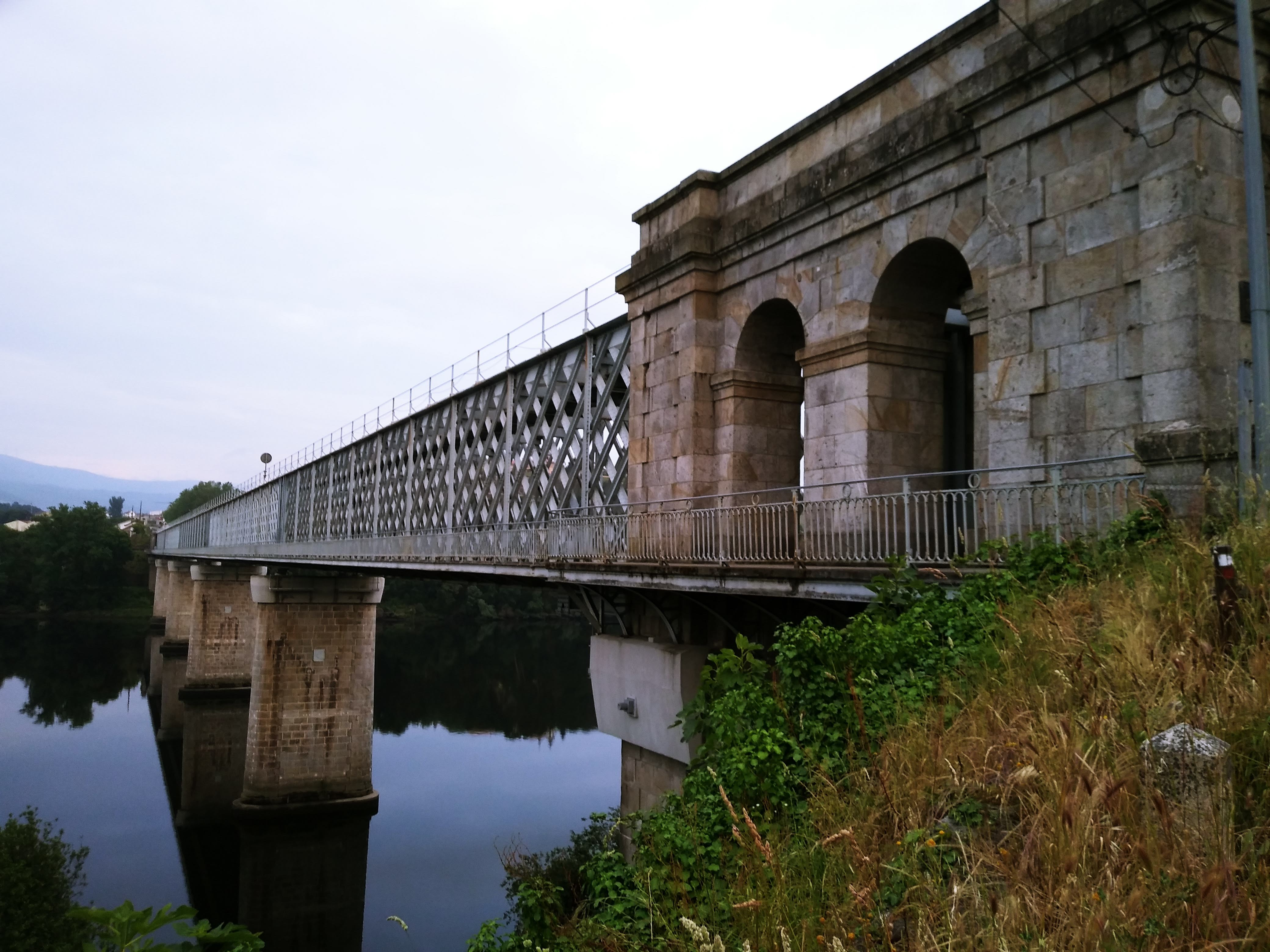
Mezinárodní most
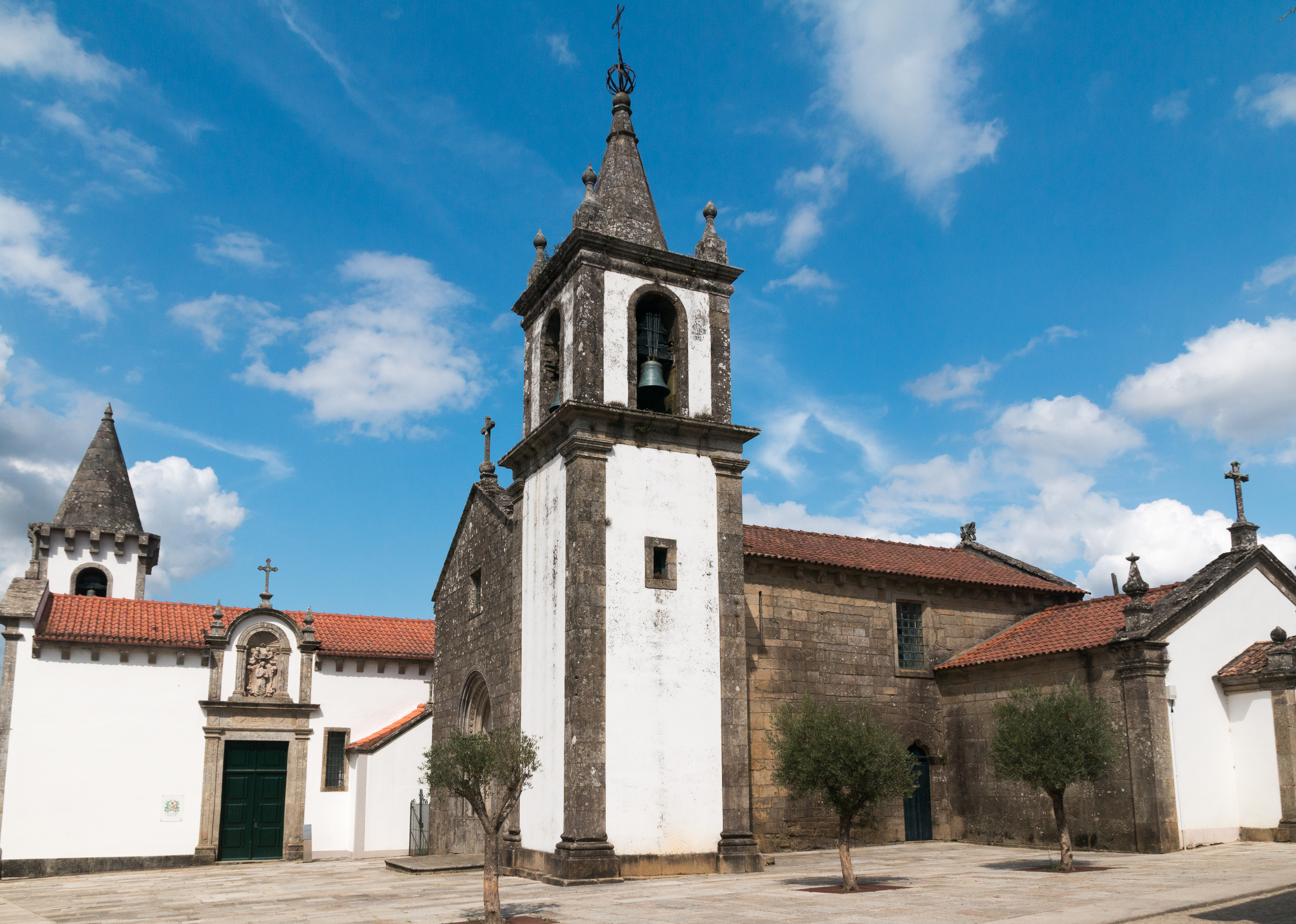
Kostel sv. Marie
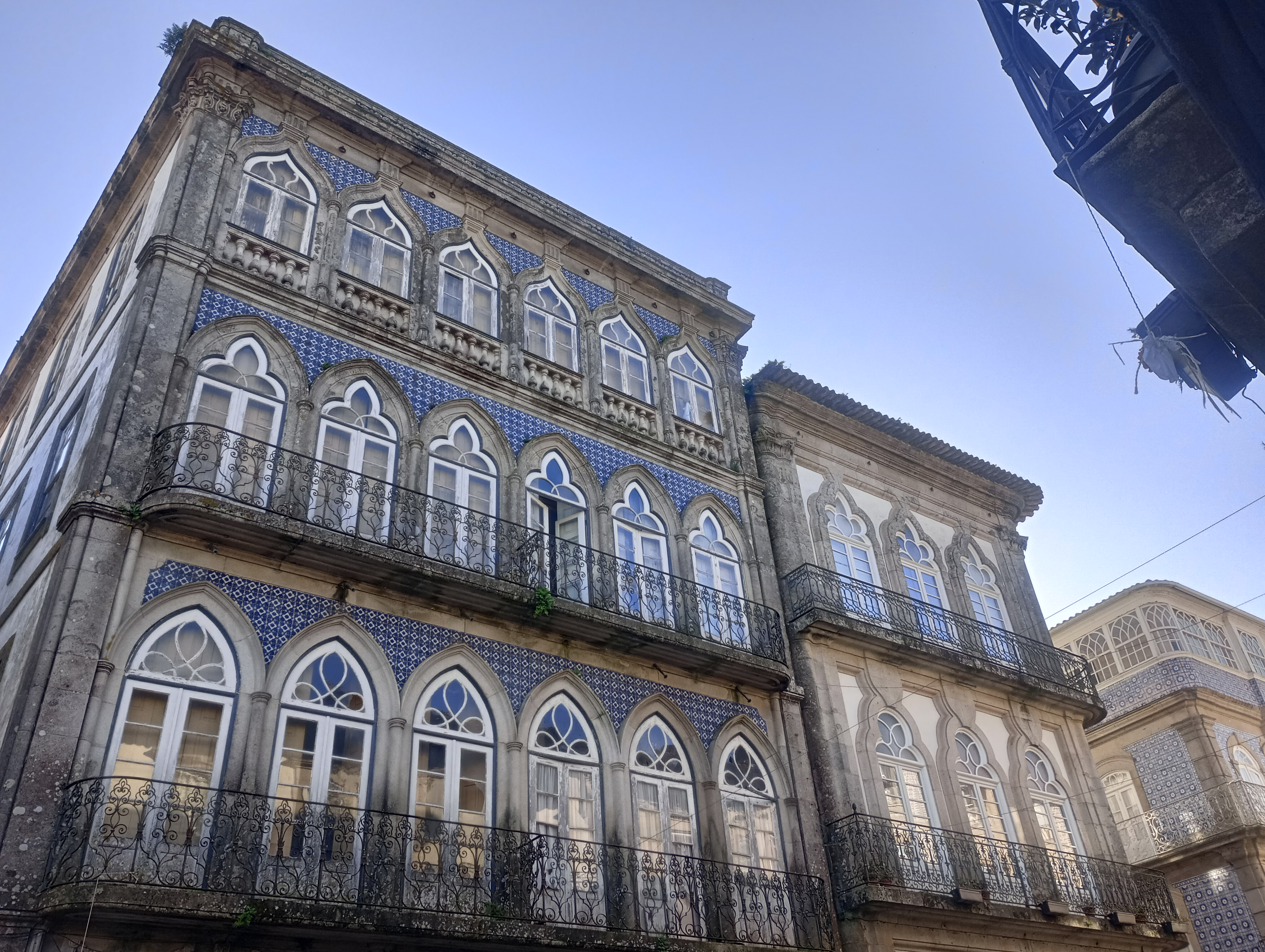
Ulice města